# SN 1988I
SN 1988I – supernowa typu IIn odkryta 7 marca 1988 roku w galaktyce LEDA0086944. W momencie odkrycia miała maksymalną jasność 19,00m.